# Zapotitlán
Zapotitlán – niewielka miejscowość w południowo-wschodniej Gwatemali, w departamencie Jutiapa, około 26 km na południowy wschód od stolicy departamentu, miasta Jutiapa, oraz około 22 km na zachód od granicy z Salwadorem. Miasto leży na wyżynie u podnóża gór Sierra Madre de Chiapas, na wysokości 875 m n.p.m. Według danych szacunkowych w 2012 roku liczba ludności miejscowości wyniosła 1594 mieszkańców. Nazwa miasta pochodzi od słów w języku nahuatl: Zapotl, oznaczającego „buty”, oraz Tlán, oznaczającego „obfitość”.

## Gmina Zapotitlán
Jest siedzibą władz gminy o tej samej nazwie, która w 2012 roku liczyła 9986 mieszkańców.  Gmina jak na warunki Gwatemali jest mała, a jej powierzchnia obejmuje 84 km². Gmina ma charakter rolniczy, a główną uprawą jest papryka chili.